# Laguna Colorada, Angel R. Cabada
Laguna Colorada är en ort i Mexiko.   Den ligger i kommunen Angel R. Cabada och delstaten Veracruz, i den sydöstra delen av landet, 400 km öster om huvudstaden Mexico City. Laguna Colorada ligger 107 meter över havet och antalet invånare är 328.
Terrängen runt Laguna Colorada är platt åt nordväst, men åt sydost är den kuperad. Terrängen runt Laguna Colorada sluttar västerut. Runt Laguna Colorada är det ganska tätbefolkat, med 70 invånare per kvadratkilometer. Närmaste större samhälle är Lerdo de Tejada, 17,7 km nordväst om Laguna Colorada. Omgivningarna runt Laguna Colorada är en mosaik av jordbruksmark och naturlig växtlighet.